# Ghelna castanea
Ghelna castanea är en spindelart som först beskrevs av Nicholas Marcellus Hentz 1846.  Ghelna castanea ingår i släktet Ghelna och familjen hoppspindlar. Inga underarter finns listade i Catalogue of Life.